# Goran Kartalija
Goran Kartalija (* 17. Jänner 1966 in Kljajićevo, SFR Jugoslawien) ist ein ehemaliger österreichischer Fußballspieler und heutiger -trainer.

## Vereinskarriere
Kartalija kam in der Saison 1991/92 aus dem ehemaligen Jugoslawien nach Österreich zum Wiener Sport-Club.
In der Folgesaison 1992/93 wechselte er nach Oberösterreich zum LASK, wo er zu einem der stärksten Liberos der Liga avancierte.

## Nationalmannschaft
Unter Trainer Herbert Prohaska kam Kartalija am 27. Juni 1996 zu seinem Nationalmannschaftsdebüt in einem Freundschaftsspiel gegen die Schweiz. Es folgten ein weiteres Freundschaftsspiel gegen Tschechien und zwei Qualifikationsspiele für die Weltmeisterschaft 1998 gegen Lettland und Slowenien.
Insgesamt absolvierte er vier Länderspiele für die österreichische Nationalmannschaft.

## Erfolge
- Im Herbst 1992 zum Top-Legionär gewählt
- 2× Sportzeitung – Team der Saison: 1994/1995, 1995/1996
- 1× Kronen Zeitung – Team der Saison: 1994/1995
- 1× Jugoslawischer Meister mit FK Vojvodina Novi Sad in der Saison 1988/89
- 1× Aufstieg in die Landesliga Ost mit dem SK Lenze Asten in der Saison 2003/04
- 1× Aufstieg in die 1. Klasse Ost mit dem SC St. Valentin in der Saison 2008/09
- 1× Meister 1. Klasse Nord-Ost mit dem SC St. Valentin in der Saison 2010/11

## Privates
In Wels betreibt Kartalija seit dem Jahr 2000 eine Tankstelle (mittlerweile Jet-Tankstelle).
Sein Söhne Darko (* 1990) und Dejan (* 1995) sind ebenfalls als Fußballspieler aktiv, brachten es jedoch nie über Amateurebene hinaus.